# Scaptomyza malada
Scaptomyza malada är en tvåvingeart som beskrevs av Wheeler och Hajimu Takada 1966. Scaptomyza malada ingår i släktet Scaptomyza och familjen daggflugor.
Artens utbredningsområde är Idaho. Inga underarter finns listade i Catalogue of Life.